# Helena Dudycz
Helena Bogumiła Dudycz – polska ekonomistka, dr hab. nauk ekonomicznych, profesor nadzwyczajny i kierownik Katedry Technologii Informacyjnych Wydziału Zarządzania Uniwersytetu Ekonomicznego we Wrocławiu.

## Życiorys
W 1985 ukończyła studia nauk ekonomicznych w Akademii Ekonomicznej im. Oskara Langego we Wrocławiu, 23 października 1997 obroniła pracę doktorską Komunikacyjne aspekty wizualizacji danych w zarządzaniu obiektem gospodarczym, 3 lipca 2014 habilitowała się na podstawie pracy zatytułowanej Mapa pojęć jako wizualna reprezentacja wiedzy ekonomicznej.  Jest zatrudniona na stanowisku profesora nadzwyczajnego i kierownika w Katedrze Technologii Informacyjnych na Wydziale Zarządzania Uniwersytetu Ekonomicznego we Wrocławiu.
Była prodziekanem na Wydziale Zarządzania, Informatyki i Finansów Uniwersytetu Ekonomicznego we Wrocławiu.